# Xenia (Ohio)
Xenia é uma cidade localizada no estado norte-americano de Ohio, no Condado de Greene.

## Demografia
Segundo o censo norte-americano de 2000, a sua população era de 24.164 habitantes.
Em 2006, foi estimada uma população de 23.438, um decréscimo de 726 (-3.0%).

## Geografia
De acordo com o United States Census Bureau tem uma área de
31,5 km², dos quais 31,5 km² cobertos por terra e 0,0 km² cobertos por água. Xenia localiza-se a aproximadamente 284 m acima do nível do mar.

## Localidades na vizinhança
O diagrama seguinte representa as localidades num raio de 16 km ao redor de Xenia.